# Kirkia
Kirkia é um género botânico pertencente à família Kirkiaceae.
Esteve previamente incluído na família Simaroubaceae, mas foi transferido para a sua própria família Kirkiaceae, juntamente com o género Pleiokirkia, porque estes géneros não produzem nem quassinoides nem limonoides. É originário do Este e Sul de África.
O género foi descrito por Daniel Oliver e publicado em Hooker's Icones Plantarum, no ano de 1868. A espécie tipo é Kirkia acuminata Oliv.

## Espécies
- Kirkia acuminata Oliv.
- Kirkia dewinteri, Merxm. & Heine
- Kirkia pubescens Burtt Davy
- Kirkia tenuifolia Engl.
- Kirkia wilmsii Engl.